# همزاد عنکبوتی
همزاد عنکبوتی (به انگلیسی: doppelganger) یک شخصیت خیالی شرور بزرگ در کتاب‌های کمیک توسط مارول کمیکس ساخته شده‌است.

## زندگی شخصیت
همزاد عنکبوتی یک کپی از مرد عنکبوتی انسان است که توسط آنثرُپُمُرفو در طول جنگ‌های بی‌نهایت ساخته شده‌است. او موجودی هم مانند اسپایدرمن است اما با شش دست و دندان‌هایی تیز و حتی شبیه به یک هیولا است. او در جنگ‌های بی‌نهایت توسط هاب‌گابلین کشته شد. اما بعدها توسط شیطانی به نام دیمو گابلین به دنیا بازگشت و زنده شد. هنگامی که آدام وارلاک شکست خورد همهٔ همزادها یکی شدند و به دنیای دیگر فرستاده شدند. به جز یک نفر یعنی «همزاد عنکبوتی» !!!

## مکسیموم کارنیج
او مثل یک حیوان از بقیه دستور می‌گرفت. او بیشتر از کارنیج دستور می‌گرفت. او خیلی قوی بود. حتی از مرد عنکبوتی هم قوی تر بود. اما هیچ هوشی نداشت. او در گروه مکسیموم کارنیج است. او بعدها توسط کارنیج کشته شد چون کارنیج را خیلی خشمگین کرده بود؛ ولی بعدها آنثرپمرفو او را زنده کرد. او دوباره به گروه مکسیموم کارنیج آمد ولی او با هوش شده بود و کارنیج دیگر از او تنفر نداشت.